# Федорук Леонід Євгенович
Леоні́д Євге́нович Федору́к (нар. 25 грудня 1938, Вознесенськ — 24 лютого 2014, Київ) — український поет, письменник, композитор-пісняр. Член Національної спілки письменників України та Національної Спілки журналістів України. Заслужений діяч мистецтв України (1999).

## Біографічні відомості
Народився 25 грудня 1938 року в місті Вознесенськ Миколаївської області, в сім'ї робітника-залізничника. Важке, злиденне, голодне воєнне дитинство… Окупація… Кожноденна тяжка праця всією сім'єю — аби заробити хоч трішки на продукти діти з татом Євгеном щовечора шиють капці. Але робота йде з піснею, душі зливаються в почутті єдності — ці спогади надихнули поета на один з найчуттєвіших творів — «Сімейні вечори».
Після закінчення семирічної школи вступив до Вознесенського технікуму садівництва та виноградарства. Тоді ж почав публікувати перші вірші в міській газеті. Під час літніх канікул працював бригадиром в Олександрівському колгоспі, а після закінчення технікуму — агрономом в Кривоозерському районі, звідки був призваний до Радянської армії.
Після армії працював в різних газетах — Братській районній «Победа», «Шахтобудівник» в Павлограді, в «Новомосковській правді», а з 1966 р. — в Дніпропетровських обласних газетах «Заря» та «Дніпровська правда». З 1974 року керував відділами внутрішнього життя та радянського будівництва в редакції республіканської газети «Радянська Україна».
З 1987 року був запрошений працювати в апараті Верховної Ради України — спочатку помічником секретаря Президії ВР, а потім — заступником керівника парламентської прес-служби.
Тоді ж почав видавати перші збірки віршів, які до того публікувалися в різних періодичних виданнях — «Серцетрус», «Липнева моя Україна». З 1999 р. повністю присвятив себе творчій діяльності.
Працюючи в Павлограді, зустрів свою майбутню дружину Вікторію. В 1962 р. у них народився син Андрій.
Закінчив Вознесенський сільськогосподарський технікум, філологічний факультет Дніпропетровського університету та факультет журналістики ВПШ в Києві (Київський інститут політології та соціального управління).
Заснував та був Президентом Всеукраїнського доброчинного фонду «Ровесники незалежності».
З 1974 року жив і працював в Києві.
Помер 24 лютого 2014 р. від серцевого нападу. За кілька днів до того, 18 лютого, забираючи онуку зі школи, попав під атаку «Беркуту» на мітингувальників на вул. Інститутській в Києві. Хоча фізично не постраждав, стрес призвів до інфаркту. Працював до останнього дня. На робочому столі залишилося кілька нарисів, в тому числі кілька рядків вірша «Небесна сотня».

## Творчість
Автор
- поетичних збірок:
  - «Липнева моя Україно» (1993 р.),
  - «Серцетрус» (1995 р.),
  - «В полоні совісті і серця» — соціальна лірика, (1998 р.),
  - «Молюсь людині» (1998 р.),
  - «На музику душі своєї ти поклади мої слова» (1998 р.),
  - «Золотої осені нектар» (2003 р.),
  - «Повернися, соловейку…» (2010, 2013 рр.)
- цілої низки пісенних альбомів:
  - «Заповідаю вам любов»,
  - «Біла блузочка, вишиваночка»,
  - «Я так очікую тепла»
  - «Любімо Її»,
  - «Кому — кавунчик, кому — кавуниця» та ін.
- П'єси «Бальзам Бендера» (1999 р.)

«Молюсь людині»
Збірка «Молюсь людині» (1998 р.) вмістила як нові, так і вже відомі на той час
поезії, та має багато автобіографічних зв'язків. Як згадує сам поет: «Рід
Федоруків пробився до сонця на прасвятій землі Вінниччини, в селі Малий
Чернятин, але голодомором був зігнаний звідти на Південь, у Вознесенськ, де я і
народився. Але і там, і по всій Україні нас живлять глибинні джерела і води
святого Дніпра-Славути, який наші сльози, нашу волячу терплячість, нашу
журавлину тугу і голубину лагідність обертає на Волю. Нам завжди було важко: нас згинали до землі, нас рубали під корінь в 20-ті та 30-ті, позбавляли навіть
колоска, що вже впав на землю… До нас ішли немов би на підмогу, а в підсумку
прагнули витурити із власної хати, із одвічно родинного клаптика землі…»
Отже, дитяча стихія — це Миколаївщина: річки Мертвовод
і Південний Буг, краєвиди з горами та пагорбами, кавуни і соняшники, голуби і
безкінечна блакить неба. Такі реалії кожного сільського хлопчика роблять
поетом, а особливо того, в душу якого впала Божа іскра!
Про решту «біографічних факторів» не треба казати, бо всі вони детально і щедро відбиті в поезіях даної книги. Оповідь про них — сповідальна, емоційна. Бери, читай — усе збагнеш.
Так, Леонід Федорук сповідує від імені повоєнного
покоління, що зазнало на собі найжорстокіших лих, приниження, фальші, щоденних
прикрощів. Дивно, але саме в цьому конгломераті тодішньої нелюдськості дитяча
душа наповнювалась любістю до людини, рідної землі, її історії та майбуття.
Згадуючи сьогодні про це, поет застерігає себе: «Не говори загально про
велике», щасливо уникає найменшої декларації, що завжди пригнічує вірш. Л.
Федорук — поет розкритої душевної рани, яка не терпне з роками. Його любов — безкомпромісна. Він не шкодує й себе:
Господи, які нещасні люди

У своїх гризотах і спокусах:

Скільки раз ми на добу Іуди?

Скільки раз ми на добу Ісуси?
У книзі «Молюсь
Людині» можна часом натрапити й на вірш, в якому дається «нестандартне»
вирішення сучасної теми. Наприклад, «ідейне вісся» твору «Від
виборів до виборів» — якась безрадісна перспектива всього того, що ми
називаємо політичним шоу і без чого не може обійтися будь-яка демократія. Та
автор і тут зумів знайти своє: «Постаньте духом вище від гризот!».
Тому книга більшістю творів соціально загострена, недруги і явні вороги
української незалежності одержують од автора «свою порцію» нелюбові.
Добрий дух витає над кожним словом
книги. Під більшістю поезій автор ставить дату написання. Вона — тільки для
«бібліографії», а не для виправдання, бо все справжнє не має
категорії часу. Тож книга — гаряча, щедра і людяна.
Ось вірш у три строфи, який дуже характерний для
творчої манери поета-лірика:
Моїх думок міцна основа — 
Прості слова, що тішать слух.

Ось і тепер я мовив слово

І у собі підтримав дух.

І підкріпив у серці певність,

Що похитнулась від біди,

І не лякає вже буденність,

І я кажу собі: іди!

І йду! Неначе дуб у вітер,

Зухвало вперлась голова

У лихо. І з кривавих літер

Сльозяться болісні слова.
Книжка Леоніда Федорука
«Молюсь Людині» засвідчує, що сучасна Україна набула поета могутньої
духовної сили і високого громадянського регістру. Тут кожен рядок пашіє вогнем
любові до простої людини, до нашої стражденної землі, яка вже самим своїм
місцем на планеті приречена бути щасливою, але віками ніяк не вибереться на
світліший і певніший шлях.
Печальні, але оптимістичні
духом мотиви пронизують всю книгу від першої і до останньої сторінки, на якій
чи то згорьована дівчина, чи то сама Україна благає соловейка повернутися до
її принишклого саду і вірить, вірить у те повернення.
Без хвилювання і трепетного благоговіння перед красою
наших нещасних людей не можна читати поезії «Молюсь Людині» і
«Бурякові гони», «Пізня осінь на Житомирщині» і ті ж
«Клумаки», «Баба на грядці» та «Вітер в очі»…
Від краєвиду до краєвиду перед читачем розгортаються і наша історія, і наші
радості та страждання, і наші болі та надії. Батько і Син, Матір і Дитя, Жінка
і Україна, Віра і Господь, і Любов, Любов, Любов до Вітчизни — єдиної на всі
віки! —усе це осмислено і переплавлено поетом у єдиний космічний згусток на
імення Життя. Він виступає ревним оборонцем і співцем простої людини, тих
дядьків і тіток, бабусь і дітей наших, в оточенні яких ми живемо і якими є
самі, які торкаються нашого плеча у повсякденних штовханинах і сум'ятті, з
якими ми стрічаємося очима і не завжди готові відповісти на їх безмовне
запитання: а що ж далі? Звертаюся до кількох рядків з пристрасного освідчення
Сонцю-Україні у вірші «Мені Сонце болить», де поет і закликає, і
заклинає, і молиться:
Возведімо у душах своїх Божі Храми, 
Подніпрового Сонця прозрілі сини, 
Щоби стало воно власно нами, 
Щоби стали ми ним.
Україна, Сонце, Липень, Мати, Калина — все це в поезіях Федорука слова з найвищим змістом. Він благоговіє
перед ними, як перед Богом, як перед вищим Духом. Але є одна унікальна
особливість у нерозривному духовному єднанні Поет—Бог. Уже дещо незвичною є
сама назва книжки — «Молюсь Людині». Але вся незвичність і
однойменного вірша, і багатьох інших поезій у тому, що сам Бог у них присутній
не як якийсь небесний недосяжний символ чи Єство, а як Батько чи старший брат, як наставник і друг, як живий співрозмовник, до якого поет все ж таки
звертається з високо підійнятими очима. Вся книжка пронизана поетичними
молитвами, зверненнями і заклинаннями, але навряд чи в українській літературі
взагалі знайдуться інші приклади подібного діалогу, як маємо в поезіях Л.
Федорука. Діалог Бог—Поет у цій книжці може стати предметом унікального
окремого дослідження. Але апофеозом віри в Бога і шанування його як Всевишнього
Духу і водночас дуже близької, рідної Особи є рядки з вірша «Перед
іконою». Вчитаймося в них, вслухаймося, вдумаймося:
… І погляд Твій, як і у мене, в сумі — 
Така вже наша доля в світі цім…

Та ось мине земне, яке зозулі

Означили мені, і я в Твій дім Прийду!..

А поки я прошу так мало

У Тебе, о мій Боже, не гнівись:

Погладь за мене по голівці Маму

І Татові від мене уклонись.
Хто і коли засвідчував таке
природне, родинне єднання з Богом?
Поезія Леоніда Федорука немов би винесена з самої
глибинки життя, взята у людини і подарована їй в поетичному оздобленні мудрого
і лагідного серця.
Що після таких слів можна додати? А нічого. Просто
треба читати книжку поета України Леоніда Федорука — «ніжного лірика з
сумними очима», як його назвав Петро Осадчук.
Багатогранна мистецька діяльність Леоніда Євгеновича
Федорука є яскравим прикладом самовідданого служіння відродженню й утвердженню незалежної розвиненої висококультурної Української Держави.  Відомий український поет, поет-пісняр, композитор Л. Є. Федорук — автор більше двохсот пісень та романсів, інструментального твору «Україно, вперед!». Його авторські  твори  видані у книгах «На музику душі своєї ти
поклади мої слова», «Золотої осені нектар» (з клавірами 170 стор.), унікальному новітньому рукописі «Повернися, соловейку» (2011 р., видавництво «Музична
Україна» — 370 сторінок пісень з нотним записом, поезій та прозових вставок). У доробку поета ціла низка авторських видань — це книги «Липнева моя Україна», «Серцетрус», «В полоні совісті і серця», «Молюсь людині». Л. Є. Федорук — переможець літературно-мистецької премії ім. Д.Луценка «Осіннє золото». Багато поезій Л. Є. Федорука надихнули на створення поетично-музичних творів багатьох численних майстрів композиторського мистецтва. На слова Л.Федорука народжено прекрасні пісенні перлини, авторами музики яких є Олександр Білаш, Анатолій Пашкевич, Олександр Мірошниченко, Олександр Морозов, Любов Криворотова, Володимир Конощенко, Ігор Поклад, Олексій Чухрай та ряд інших досвідчених і молодих сучасних представників композиторської творчості. Пісні Л.Федорука стали переможцями міжнародних і національних фестивалів: гран-прі Президента України «Пісенний вернісаж-97» — пісня «Куди відлітають літа»; пісня «Листопад» — шлягер 1995 року та ІІІ премія 1999 року «Слов'янський базар»; дипломант та лауреат «Пісенний вернісаж-98, 2000, 2002»; пісня-переможець «Київ — щастя, що випало нам» на Всеукраїнському конкурсі на найкращу пісню про столицю; І премія фестивалю «Доля» (Словаччина) — пісня «Лелеки не покинули гнізда» про Чорнобильську трагедію та ін. Пісні і романси Л.Федорука поєднують глибоку народність із сучасними музичними формами й неодноразово були призерами радіопередачі «Пісня року». Твори поета і композитора Л.Федорука увійшли до численних сольних та збірних альбомів провідних представників вокального жанру (сольні компакт-диски «Любімо її», «Біла блузочка, вишиваночка»), серед таких — народні і заслужені артисти України, а також дерзновенна високоталановита молодь: Фемі Мустафаєв, тріо бандуристок «Українка», квартет «Гетьман», Інеш Кдирова, Анісімови Любов і Віктор, Василь Бокоч, Олександр Василенко, Олекса Берест, Василь Нечепа, Оксана Калінчук, Ігор Якубовський та ін. Десятки авторських пісень Л. Є. Федорука виконуються у супроводі знаних художніх колективів — Академічного оркестру Національної радіокомпанії України, Національного оркестру народних інструментів України, стали особливою окрасою репертуару славетного Черкаського державного заслуженого українського народного хору, з яким втілено чимало яскравих прем'єр та сольних концертів, а також репертуару народних хорів Київської, Черкаської, Чернігівської та інших областей України. Близько 40 пісень увійшли до Фонду Українського Радіо. Л. Є. Федорук — відома постать громадського і мистецького життя України, член Секретаріату творчої спілки «АДЕМ України», член Національної спілки письменників України, Національної всеукраїнської музичної спілки. Більше десяти років він є президентом Всеукраїнського доброчинного фонду «Ровесники Незалежності», виступив фундатором ряду фестивалів, спрямованих на виявлення і підтримку молодих талантів, зокрема «Зелений гай», «Мелодії Південного Бугу»; веде благородну діяльність з організації доброчинних благодійних концертних програм.
Як президент Фонду «Ровесники
Незалежності», провів три відкритих Київських фестивалі молодих талантів, в
яких на заключному етапі взяли участь близько 15-и тисяч юних митців.
Майстер літературно-поетичного жанру, музикант-професіонал Л. Є. Федорук входить до складу професійного журі багатьох фестивалів-конкурсів
України: «Співдружність» (м. Ужгород), «Калинові острови» (мм. Миколаїв, Дніпропетровськ), «Боромля» (міста і села Сумської області), «Пісенний
вернісаж» (м. Київ) та ін. Багато років плідної співпраці поєднують митця з
вокально-хоровою студією «Диво калинове» Святошинського центру позашкільної
роботи м. Києва. Вихованці студії впевнено перемагають у найскладніших
конкурсних форумах із високохудожніми творами Леоніда Федорука. Творчість
автора стає великою допомогою і натхненням багатьом представникам молодої
генерації музикантів-початківців, які за допомогою прекрасного репертуару
удосконалюють свою майстерність на шляху до професіоналізму.  '
У 2013 році до 75-річчя поета-пісняра були видані відеодиск «І музикою серця огорну…» з найкращими піснями та книга «Повернися, соловейку!», яка містить тексти та партитури більше 100 пісень, віршів та останні інтерв'ю Л. Є. Федорука.
'І. Пісні на вірші Л.Федорука'
—    «Заповідаю вам любов» — муз. О.Білаша
—    «Слава Україні» — муз. І.Якубовського
—    «Грайте кобзи і трембіти» — муз. А.Пашкевича
—    «Українці» — муз. А.Пашкевича
—    «Лелеки не покинули гнізда» — муз. А.Пашкевича
—    «Повернися, соловейку» — муз. А.Пашкевича
—    «Куди відлітають літа» –  муз.  О.Мірошниченка
—    «Київ — щастя, що випало нам» –  муз.  О.Мірошниченка
—    «Листопад» — муз. О.Морозова
—    «Сузір'я Лебедя» — муз. О.Морозова
—    «Спориш-трава» — муз. О.Морозова
—    «Канон Великодня» — муз. Л.Криворотової
—    «У весни лице дівоче» — муз. В.Конощенка
—    «Сад весняний зацвітає» — муз. В.Конощенка
—    «Немов циганка колоритна» — муз. В.Конощенка
—    «Коні-гриви» — муз. В.Конощенка
—    «Сніг на схилах тане» — муз. В.Конощенка
—    «Іриночка» — муз. В.Конощенка
—    «Во ім'я Отця і Сина» — муз. В.Конощенка
—    «Елегія» — муз. А.Покришень
—    «Всміхнулось сонце Україні» — муз. И.Садовського
—    «Вітер кохання» — муз. В.Касьянова
—    «Хоч на дворі хмарно» — муз. В.Касьянова
—    «Лілея» — муз. В.Касьянова
—    «Казка дитинства» — муз. В.Касьянова
—    «Зацвіли в городах гарбузи» — муз. В.Касьянова
—    «Пекельний рай» — муз. В.Касьянова
—    «Научила мати дочку чому» — муз. І.Юрковського
—    «Музика вечірніх слів» — муз. І.Юрковського
—    «Весільна» — муз. І.Юрковського
—    «Кому — кавунчик, кому — кавуниця» — муз. І.Юрковського
—    «Я хочу музики» — муз. Ю.Васильківського
—    «Біла блузочка» — муз. Ю.Васильківського
—    «Зоря моя всевишня» — муз. А.Грегуля
—    «День Тетяни» — муз. Т.Димань
ІІ. Книги поезій, пісень, романсів Л.Федорука
—    «Повернися, соловейку», 2010 р., «Музична Україна»
—    «Золотої осені нектар», 2003 р., «Музична Україна»
—    «На музику душі своєї ти поклади мої слова», 1998 р., «Музична Україна»
—    «Молюсь людині», 1998 р., «Логос»
—    «Липнева моя Україна», 1994 р., «Веселка»
—    «Серцетрус», 1999 р., «Просвіта»
—    «В полоні совісті і серця», «Аріадна»
'''''''ІІІ. Компакт-диски та аудіо касети, '
'записи творів Л.Федорука'
—    «Біла блузочка, вишиваночка» — 24 пісні, компакт-диск
—    «Любімо її» — 25 пісень, компакт-диск
—    «На крилах музики і слова» — 19 пісень, компакт-диск
—    «Кому кавунчик, кому — кавуниця» — 22 пісні, аудіокасета
—    «Біла блузочка, вишиваночка» — 24 пісні, аудіо касета
—    «На крилах музики і слова» — 20 пісень, відеозапис
—    Збірні компакт-диски: квартет «Гетьман», Інеш Кдирова, Юрій Васильківський, Оксана Калинчук та ін.
—    «Снігограй» — музична радіоказка, композитор Володимир Губа. Фонд Українського Радіо.

## Звання, нагороди, премії
- Орден «За заслуги» II ступеня (19 серпня 2008) — за значний особистий внесок у соціально-економічний, культурний розвиток Української держави, вагомі трудові досягнення та з нагоди 17-ї річниці незалежності України[1]
- Орден «За заслуги» III ступеня (23 березня 2004) — за вагомий особистий внесок у розвиток української культури, багаторічну плідну працю та високий професіоналізм[2]
- Заслужений діяч мистецтв України (19 березня 1999) — за значний особистий внесок у розвиток української культури, вагомі творчі здобутки[3]
- Ювілейна медаль «20 років незалежності України» (19 серпня 2011) — за значний особистий внесок у соціально-економічний, науково-технічний та культурно-освітній розвиток Української держави, вагомі трудові здобутки та багаторічну сумлінну працю[4]
- Володар Гран-Прі конкурсу «Пісенний Вернісаж — 2005»
- 1997 р. — Лауреат премії імені Святого Апостола Андрія Первозванного.
- Лауреат літературно-мистецької премії «Осіннє золото» імені Дмитра Луценка.
- 2002 — лауреат конкурсу «Пісенний вернісаж-2002»
- 2003 — лауреат премії Української академії наук національного прогресу
- 2004 — лауреат фестивалю українського романсу «Осіннє рандеву»
- 2008 — лауреат конкурсу «Пісенний вернісаж-2008»

Крім того, в 2003 р. Леонід Федорук був нагороджений орденом Святого рівноапостольного князя Володимира, а в 2006 р. — орденом Святого Миколая Чудотворця.